# چارکو (آریزونا)
چارکو (به انگلیسی: Charco) یک منطقهٔ مسکونی در ایالات متحده آمریکا است که در آریزونا واقع شده‌است. چارکو ۲٫۴۱ کیلومتر مربع مساحت و ۲۳۶٬۱۲۳ نفر جمعیت دارد و ۶۴۰ متر بالاتر از سطح دریا واقع شده‌است.